# Llista d'especialitats 55 de la Nomenclatura de la UNESCO
Llista d'especialitats del camp 55 (Història) de la Nomenclatura de la UNESCO:
| Disciplina                             | Codi    | Especialitat                                        |
| -------------------------------------- | ------- | --------------------------------------------------- |
| 5501 Biografies                        |         |                                                     |
| 5502 Història general                  | 5502.01 | Història comparada                                  |
| 5502 Història general                  | 5502.02 | Historiografia                                      |
| 5502 Història general                  | 5502.03 | Monografies històriques                             |
| 5502 Història general                  | 5502.04 | Teories i mètodes                                   |
| 5502 Història general                  | 5502.99 | Altres (especifiqueu)                               |
| 5503 Història de països                | 5503.01 | Història local                                      |
| 5503 Història de països                | 5503.02 | Història regional                                   |
| 5503 Història de països                | 5503.99 | Altres (especifiqueu)                               |
| 5504 Història per èpoques              | 5504.01 | Història antiga                                     |
| 5504 Història per èpoques              | 5504.02 | Història contemporània                              |
| 5504 Història per èpoques              | 5504.03 | Història medieval                                   |
| 5504 Història per èpoques              | 5504.04 | Història moderna                                    |
| 5504 Història per èpoques              | 5504.05 | Prehistòria                                         |
| 5504 Història per èpoques              | 5504.99 | Altres (especifiqueu)                               |
| 5505 Ciències auxiliars de la història | 5505.01 | Arqueologia                                         |
| 5505 Ciències auxiliars de la història | 5505.02 | Ceramologia                                         |
| 5505 Ciències auxiliars de la història | 5505.03 | Epigrafia                                           |
| 5505 Ciències auxiliars de la història | 5505.04 | Heràldica                                           |
| 5505 Ciències auxiliars de la història | 5505.05 | Iconografia                                         |
| 5505 Ciències auxiliars de la història | 5505.06 | Numismàtica                                         |
| 5505 Ciències auxiliars de la història | 5505.07 | Onomàstica                                          |
| 5505 Ciències auxiliars de la història | 5505.08 | Paleografia                                         |
| 5505 Ciències auxiliars de la història | 5505.09 | Papirologia                                         |
| 5505 Ciències auxiliars de la història | 5505.10 | Filologia (vegeu 5702)                              |
| 5505 Ciències auxiliars de la història | 5505.11 | Sigil·lografia                                      |
| 5505 Ciències auxiliars de la història | 5505.12 | Estratigrafia (vegeu 2506.19)                       |
| 5505 Ciències auxiliars de la història | 5505.99 | Altres (especifiqueu)                               |
| 5506 Història especialitzada           | 5506.01 | Història de l'arquitectura                          |
| 5506 Història especialitzada           | 5506.02 | Història de l'art                                   |
| 5506 Història especialitzada           | 5506.03 | Història de l'astronomia                            |
| 5506 Història especialitzada           | 5506.04 | Història de la biologia                             |
| 5506 Història especialitzada           | 5506.05 | Història de la química                              |
| 5506 Història especialitzada           | 5501.06 | Història de l'economia (vegeu 5308.03)              |
| 5506 Història especialitzada           | 5506.07 | Història de l'educació                              |
| 5506 Història especialitzada           | 5506.08 | Història de la geografia                            |
| 5506 Història especialitzada           | 5506.09 | Història de la geologia                             |
| 5506 Història especialitzada           | 5506.10 | Història de les relacions internacionals            |
| 5506 Història especialitzada           | 5506.11 | Història del periodisme                             |
| 5506 Història especialitzada           | 5506.12 | Història del dret i de les institucions jurídiques  |
| 5506 Història especialitzada           | 5506.13 | Història de la literatura                           |
| 5506 Història especialitzada           | 5506.14 | Història de la lingüística (vegeu 5602)             |
| 5506 Història especialitzada           | 5506.15 | Història de la lògica                               |
| 5506 Història especialitzada           | 5506.16 | Història de la magistratura                         |
| 5506 Història especialitzada           | 5506.17 | Història de la medicina                             |
| 5506 Història especialitzada           | 5506.18 | Història de la filosofia (vegeu 7207.02)            |
| 5506 Història especialitzada           | 5506.19 | Història de la física                               |
| 5506 Història especialitzada           | 5506.20 | Història de les idees polítiques                    |
| 5506 Història especialitzada           | 5506.21 | Història de les religions (vegeu 5101.10 i 7204.04) |
| 5506 Història especialitzada           | 5506.22 | Història de la ciència                              |
| 5506 Història especialitzada           | 5506.23 | Història de la sociologia (vegeu 6303.02)           |
| 5506 Història especialitzada           | 5506.24 | Història de la tecnologia                           |
| 5506 Història especialitzada           | 5506.25 | Història de la guerra (vegeu 6304.03)               |
| 5506 Història especialitzada           | 5506.99 | Altres (especifiqueu)                               |
| 5599 Altres (especifiqueu)             |         |                                                     |